# Leptosphaeria fuscella
Leptosphaeria fuscella är en svampart som först beskrevs av Berk. & Broome, och fick sitt nu gällande namn av Ces. & De Not. 1863. Leptosphaeria fuscella ingår i släktet Leptosphaeria och familjen Leptosphaeriaceae.   Inga underarter finns listade i Catalogue of Life.
I den svenska databasen Dyntaxa används istället namnet Discostroma fuscellum för samma taxon.  Arten är reproducerande i Sverige.